# 傍田賢治
傍田 賢治（そばた けんじ、1962年8月23日 - ）は、NHKの元理事、現メディア総局のエグゼクティブ・プロデューサー。

## 略歴
富山県井波町（現・南砺市）出身。アメリカ合衆国バーモント州ランドルフにあるランドルフ・ユニオン・ハイスクールを経て、1982年に富山県立高岡高等学校卒業後、早稲田大学政治経済学部に進学。1986年に同大卒業後、NHKに入局。

### NHK歴
報道局政治部、国際部の記者として内政・外交取材を経て、特派員としてワシントン、モスクワ、ニューヨークに計11年間駐在。2008年6月よりNHKモスクワ支局長、2015年6月よりアメリカ総局長。アメリカ同時多発テロ事件や露大統領の北方領土訪問などを取材。
帰日後は沖縄放送局長、福岡放送局長、NHKグローバルメディアサービス代表取締役社長を歴任。2024年4月、NHKの国際放送担当理事に就任。

#### ラジオ国際放送不規則発言関連
2024年9月10日付で、ラジオ国際放送の中国語の生放送中に中国籍の外部スタッフが尖閣諸島について「中国の領土」などと発言した問題により引責辞任するも、翌週17日付けでメディア総局のエグゼクティブ・プロデューサーとして再雇用。同年11月5日に古賀信行経営委員長は傍田の退職金について、10%減額して支給すると明らかにした。古賀は減額の理由について「端的に言うと執行部提案がそうだからだ」と説明。「辞任というより降格だと思う。個人的には減額すべきではないと思っている」と述べた。

## 担当番組

### 過去
いずれもキャスター。
- おはよう世界（2002.4 - 2006.6.3）
- ワールドWaveトゥナイト（2012.4 - 2013.3）
- 2012衆院選「討論 日本の選択 世界はこう見る」（2012.12.16）
- 海外ネットワーク　(2013.4-2015.3)